# 宰恩凯尔克
宰恩凯尔克（荷蘭語：Zuienkerke，荷蘭語發音：[ˈzœy̯ə(ŋ)kɛrkə]）是比利时弗拉芒大區西佛兰德省布魯日區的一个市镇，通行荷蘭語，是弗拉芒社群的一部分，面积48.9平方千米，人口2,730人（2018年1月1日）。